# Matjiesrivier
Matjiesrivier è un centro abitato sudafricano situato nella municipalità distrettuale di Eden nella provincia del Capo Occidentale.
Il nome significa, in lingua afrikaans, "fiume delle stuoie", in riferimento a una specie di ciperacee che qui cresce in abbondanza e dalla quale i nativi khoikhoi ricavavano delle stuoie con le quali realizzavano le loro capanne.

## Geografia fisica
Il piccolo centro abitato sorge ai peidi dei monti Waboomsberg a circa 25 chilometri a nord-est della cittadina di Oudtshoorn.